# Liepāja
Uppslagsordet Libau eller Seeburg leder hit, för fartyget, se S/S Libau och för företaget, se Seeburg Corporation.
Liepāja (uttal: [liepaːja]

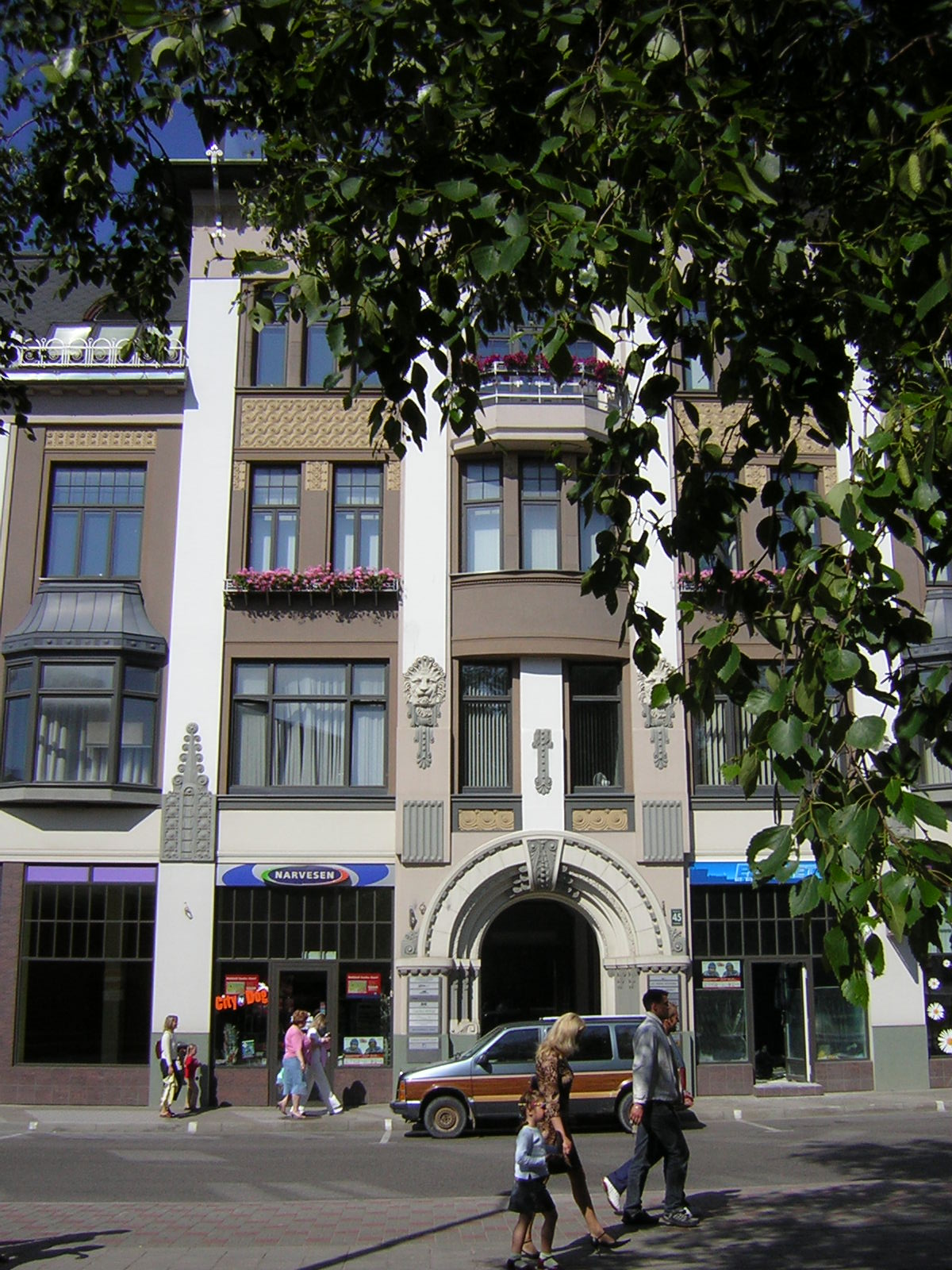
Fasader i centrala Liepāja

 ( lyssna)) är en stad vid östersjökusten i Lettland, landets till folkmängden tredje största stad med 86 264 invånare (2005). Särskilda delar av staden erhöll 1997 speciell status, liknande ekonomiska frizoner, i ett försök att locka investerare. Liepāja har två hamnar, en för handelsskepp och en för krigsfartyg (Karosta).

## Historik
Liepāja grundades år 1263 av tyska riddare. Under alla omständigheter har namnet Libau/Liepāja använts sedan åtminstone år 1560. År 1625 erhöll orten stadsrättigheter av Kurlands hertig Fredrik Kettler, vilka bekräftades av den polske kungen Sigismund III 1626. År 1697 grävdes hamnkanalen som en förbindelseled mellan Libausjön och Östersjön. Vid Polens tredje delning 1795 annekterades Liepāja och övriga Kurland av Ryssland. Inom det ryska riket blev Liepāja en mycket viktig handelsled; år 1900 gick 7 procent av den ryska exporten via staden. Handeln bidrog till att staden växte kraftigt, år 1913 var folkmängden över 100 000 – större än i dag. Utöver handeln blev Liepāja även en viktig hamn för emigrationen till Förenta Staterna (40 000 emigranter lämnade årligen Ryssland via staden under 1900-talets början).
I Liepāja fanns 1893–1916 en rysk örlogsbas, egentligen endast i bruk åren 1906–1907.
I samband med första världskriget ockuperades staden av Tyskland den 7 maj 1915 och var sedan tyskarnas viktigaste stödjepunkt för krigföringen i östra Östersjön. Liepāja ingick efter krigets slut i den nybildade staten Lettland. Inom den nya staden var Liepāja interimshuvudstad under sex månader 1918–1919. Stora delar av staden förstördes under andra världskriget, då den 1941 belägrades av tyska Wehrmacht och sedermera 1945 bombarderades av Sovjetunionens allierade amerikanerna (USAAF) och britterna (RAF).
Under den sovjetiska perioden (1940–1941, 1945–1991) spelade staden en viktig militär roll genom Östersjöflottans flottbas Karosta. Denna sovjetiska flottbas samlade ett manskap om 26 000 individer. Liepāja var under den sovjetiska tiden "stängd"; det krävdes ett särskilt tillstånd för att få resa in i Karosta. Sedan 1991 ingår Liepāja ånyo i det självständiga Lettland, samma år återöppnades handelshamnen. Den sovjetiska/ryska militära närvaron i staden var inte över förrän 1994.
Numera är flottbasen Karosta öppen för besökare och anses vara värd ett besök, inte bara av folk som är intresserade av lämningar efter Sovjetunionen, utan även för den rysk-ortodoxa katedralen som nu restaurerats.

## Sport
- FK Liepāja

## Vänorter
Liepāja har följande vänorter:
- Årstad, Bergen, Norge
- Bellevue, Washington, USA
- Darmstadt, Tyskland
- Elbląg, Polen
- Gdynia, Polen
- Guldborgsunds kommun, Danmark
- Helsingborgs kommun, Sverige
- Homel, Vitryssland
- Klaipėda, Litauen
- Nynäshamns kommun, Sverige
- Palanga, Litauen
- Zapadnyj administrativnyj okrug, Moskva, Ryssland